# Tristis est anima mea

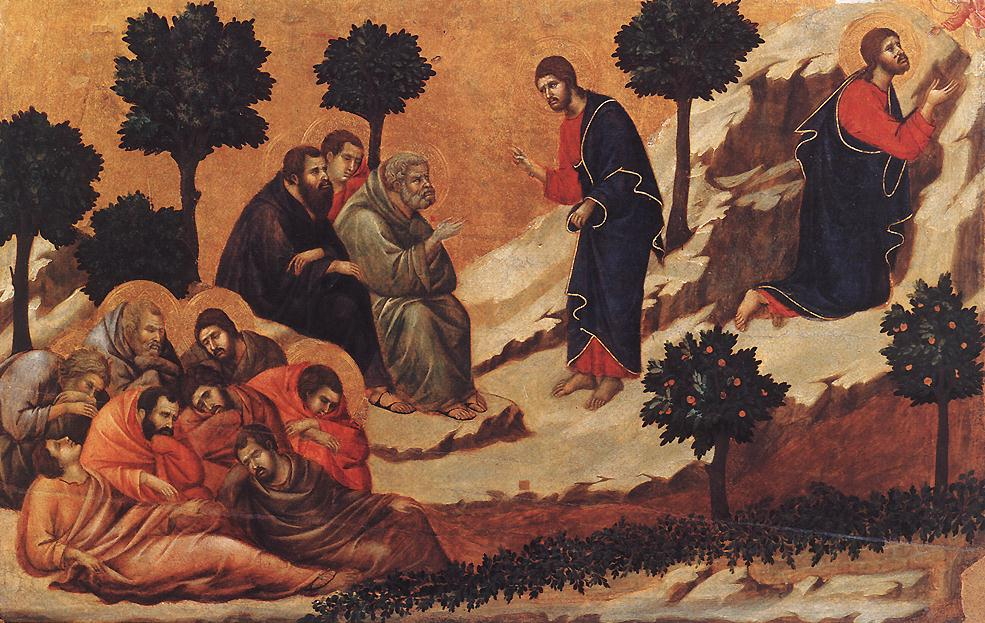
Kristova agonie v Getsemanské zahradě (Duccio di Buoninsegna, začátek 14. století)

Tristis est anima mea je responsorium užívané během modlitby denní modlitby církve, konkrétně během temných hodinek (tenebrae) slavených během pašijového týdne. Je součástí souboru modliteb Responsoria temných hodinek. 

## Užití
V rámci liturgických reforem po druhém vatikánském koncilu již responsoria temných hodinek nebyla zahrnuta v novém vydání Denní modlitby církve. Po druhém vatikánském koncilu je užívají katoličtí tradicionalisté, což umožnilo vydání motu proprio Summorum pontificum v roce 2007 (s papežským dovolením užíváním předkoncilních hodinek z roku 1961).

## Text
Text vychází z Bible, srov. Mat. 26, 38 a Mk. 14, 34.
| Latinsky ℣: Tristis est anima mea usque ad mortem; sustinete hic et vigilate mecum, nunc videbitis turbam, quae circumdabit me. Vos fugam capietis et ego vadam immolari pro vobis. ℟: Ecce appro quinquat hora et filius hominis tradetur in manus peccatorum. |  | Česky ℣: Má duše je zarmoucena až k smrti; zůstaňte zde a bděte spolu se mnou, nyní spatříte zástup, který mne obklopí. Vy se dáte na útěk a já půjdu pro vás zemřít. ℟: Hle, přiblížila se hodina a syn člověka je vydán do rukou hříšníků. |